# 2 Mai
2 Mai ("Doi Mai") is een badplaats in de gemeente Limanu aan de Zwarte Zeekust in het zuidoosten van Roemenië. De badplaats ligt ingeklemd tussen Mangalia en Vama Veche. Op een paar kilometer afstand bevindt zich de Bulgaarse grens.
2 Mai kan bereikt worden met de boot, auto en trein vanaf Constanța.
Van noord naar zuid:
Mamaia · Eforie (Nord · Sud) · Costinești · Olimp · Neptun · Jupiter · Cap Aurora · Venus · Saturn · 2 Mai · Vama Veche